# Monodontomerus strobili
Monodontomerus strobili är en stekelart som beskrevs av Mayr 1874. Monodontomerus strobili ingår i släktet Monodontomerus och familjen gallglanssteklar.
Artens utbredningsområde är:
- Österrike.
- Frankrike.
- Ungern.
- Italien.
- Schweiz.

Inga underarter finns listade i Catalogue of Life.